# Eiichi Katayama
Eiichi Katayama (片山 瑛一?, Katayama Eiichi; Saitama, 30 novembre 1991) è un calciatore giapponese, difensore del Kashiwa Reysol.

## Palmarès

### Club

#### Competizioni nazionali
- Supercoppa del Giappone: 1

Cerezo Osaka: 2018